# Eintagsfliegen
Die Eintagsfliegen (Ephemeroptera; von griechisch ephemeros „eintägig“, pteron „Flügel“) sind die ursprünglichsten unter den Fluginsekten (Pterygota). Sie bilden eine Ordnung innerhalb der Klasse der Insekten (Insecta). Mit knapp über 3000 Arten in 42 Familien und mehr als 400 Gattungen gehören sie zu den artenärmeren Ordnungen. Von diesen Arten leben in Europa etwa 300, in Mitteleuropa mehr als 100 und in Deutschland aktuell 117.
Die Tiere erreichen eine Körpergröße von 3 bis 38 mm und eine Flügelspannweite von maximal 80 mm bei den Arten der Gattung Euthyplocia. Die größte europäische Art ist die Theiß-Eintagsfliege (Palingenia longicauda), die samt Hinterleibsanhängen bis zu 120 mm lang werden kann.

## Imagines
Die erwachsenen Eintagsfliegen zeichnen sich durch verkümmerte Mundwerkzeuge und einen für die Nahrungsverwertung funktionslosen Darm aus. Durch eine pralle Luftfüllung dient der Mitteldarm den Tieren wie ein körperstabilisierendes Skelett – die Verbindung mit dem Vorderdarm und dem Enddarm ist geschlossen. Diese Strukturen konnten modifiziert werden, nachdem die ursprüngliche Funktion des Darmtrakts hier keine Rolle mehr spielte, da die Tiere im Erwachsenenstadium keinerlei Nahrung mehr aufnehmen. Auffällig sind die großen Facettenaugen, die bei den Männchen vieler Arten als Doppelaugen oder Turbanaugen ausgebildet sind. Dabei ist das ursprüngliche Facettenauge in zwei Teile aufgeteilt, wobei eines zur Seite und das andere nach oben weist. Am Kopf sitzen außerdem zwei immer kurze, borstenförmige Antennen.
Die Eintagsfliegen besitzen große Flügel, wobei die Vorderflügel deutlich größer sind als die Hinterflügel. Die Hinterflügel sind bei vielen Arten reduziert oder fehlen ganz (Fam. Caenidae und Baetidae teilweise, z. B. bei der weiter unten abgebildeten Cloeon dipterum). Beide Flügel haben eine starke und deutlich sichtbare Flügeladerung. Die Flügel sind durch eine wellpappeartige Struktur aus normalen Adern und dazwischen tieferliegenden, sekundären Interkalaradern versteift. Im Gegensatz zu den ähnlich gebauten Libellenflügeln weisen sie aber im hinteren Teil eine höhere Beweglichkeit gegenüber Drehungen auf. Der Flugmechanismus ähnelt dadurch demjenigen von Heuschrecken oder Schaben. Die Flügel können anders als bei allen Neuflüglern nicht flach auf den Hinterleib gelegt werden, stattdessen werden sie in der Ruhe über dem Rücken hochgeklappt. Die Flügel weisen keinen Koppelungsmechanismus auf, sind im Flug also nicht miteinander verbunden, der Flügelschlag ist aber synchron (im Gegensatz zu den Libellen, aber ähnlich allen anderen Pterygota).
Der Hinterleib ist im Allgemeinen mehr oder weniger langgestreckt und zylindrisch. Eintagsfliegen haben zwei oder drei lange Hinterleibsfäden, wobei die äußeren beiden die Cerci und der mittlere das Terminalfilum darstellen. Die manchmal mehrfach körperlangen Anhänge dienen zur Stabilisierung im Flug und als fallschirmartige Strukturen, die beim Flug ohne Flügelschlag das Sinken verlangsamen; sie können nach Bedarf zusammengelegt oder abgespreizt werden. Unterhalb der Schwanzfäden sitzen beim Männchen zwei drei- oder viergliedrige Gonopoden, mit denen es bei der Begattung das Weibchen festhält. Auch die Vorderbeine sind bei den Männchen modifiziert, meist stark verlängert, und bilden Greiforgane für die Kopulation.

## Larven
Die Larven der Eintagsfliegen ähneln in ihrer Körpergestalt den Imagines, wobei ihnen neben den Flügeln die Begattungsorgane und alle mit der Begattung zusammenhängenden besonderen Bildungen (Turbanaugen, verlängerte Vorderbeine der Männchen) fehlen. Die Larven entwickeln sich in direkter Entwicklung zur Imago, man spricht deshalb auch von Nymphen. Die Flügelanlagen sind als Flügelscheiden auf dem Rücken der Thoraxsegmente ausgebildet und werden mit jeder Häutung etwas größer. Im letzten Larvenstadium sind die eingefalteten Flügelanlagen der (Sub-)Imago durch die Larvenhaut sichtbar. Von der Eilarve bis zur Subimago werden sehr viele (im Allgemeinen 15 bis 25) Häutungen durchlaufen.
Das Larvenstadium verbringen alle Eintagsfliegen im Wasser. Die Larven sind meist rund, bei manchen Formen auch abgeplattet, sie können je nach Art lang gestreckt oder von kompaktem Bau sein. Die Larven haben große Facettenaugen und gut entwickelte Mundwerkzeuge. Eine Besonderheit der Mundwerkzeuge bei Eintagsfliegenlarven ist ein besonders prominent ausgeprägter zungenförmiger Lappen, der Hypopharynx. Auffällig sind die paarigen Tracheenkiemen an den ersten fünf bis sieben Hinterleibssegmenten (bei einer einzigen Art an acht), die in der Regel als außen liegende Kiemenblättchen ausgebildet sind. Form, Anordnung und Anzahl der Kiemenblättchen sind für die verschiedenen Familien sehr charakteristisch. Die Kiemen können büschelig oder baumförmig zerschlitzt, fadenförmig, plättchenartig sein, sie sind bei manchen Gattungen beweglich (Durch ihre Bewegung erzeugen die Larven eine Wasserströmung an den Kiemenblättchen, welche ständig frisches Wasser an diese Atmungsorgane heranführt). Manche Gruppen (Heptageniidae und Oligoneuriidae) besitzen charakteristische Kombinationen aus Büscheln und blattigen Lamellen. Bei Cloeon (Baetidae) sind die Kiemenblättchen verdoppelt. Die Kiemen können seitwärts vom Körper abstehen oder auf dem Rücken sitzend getragen werden. Ein weiteres auffälliges Merkmal der Eintagsfliegenlarven sind die Hinterleibsfäden, welche bis auf wenige Ausnahmen (in Mitteleuropa: Gattung Epeorus) in Dreizahl ausgebildet sind, im Gegensatz zu den Steinfliegenlarven mit zwei Fäden.
Die Nahrung der Eintagsfliegenlarven besteht im Allgemeinen aus lebender oder abgestorbener pflanzlicher Substanz. Manche Arten, z. B. aus der Familie Ephemerellidae, können sich zusätzlich (fakultativ) auch räuberisch ernähren, z. B. von Mückenlarven. Bei außereuropäischen Arten kommt auch obligat räuberische Ernährung vor. Die meisten Arten sammeln relativ unspezialisiert feine Nahrungspartikel, z. B. Algen und abgestorbenes Pflanzentreibsel, von der Substratoberfläche auf, manche (z. B. die Familie Caenidae) „sieben“ bevorzugt die oberen Schichten von feinem, schlammigem Substrat, in dem sie eingegraben leben. Andere Gruppen, z. B. die Familie Heptageniidae, sind darauf spezialisiert, den organischen Überzug aus Algen usw. („Biofilm“) von Steinoberflächen abzuweiden. Einige wenige Arten (z. B. Ephoron virgo, Ephemera spp.) sind Filtrierer.
Bei den Larven lassen sich unterscheiden:
- Grabende Formen (z. B. Ephemera). Der Körper ist zylindrisch, die Kiemenfäden liegen dem Körper an. Vorderbeine und (bei manchen Formen) Mundwerkzeuge sind zum Graben umgestaltet.
- Schwimmende Formen (z. B. Baetis, Siphlonurus). Die Körperform ähnelt der Imago, die Kiemen sind meist als seitlich vorstehende Blättchen ausgebildet. Cerci und Terminalfilum sind seitlich stark behaart und dienen als Antrieb beim Schwimmen.
- Steinklammerer (z. B. Heptagenia) sind meist abgeplattet, um der Strömung wenig Widerstand entgegenzusetzen. Sie können kaum schwimmen.

## Subimago
Die letzte Häutung der Larven findet an der Wasseroberfläche oder an Land statt, aus der Larvenhaut schlüpft eine noch nicht geschlechtsreife, aber flugfähige Subimago, die sich binnen einiger Minuten (Theiß-Eintagsfliege) bis zu drei Tagen (Teich-Stachelhaft Siphlonurus lacustris) zum ausgewachsenen Insekt (Imago) häutet. Oligoneuriidae und die (asiatischen bis osteuropäischen und nordamerikanischen) Behningiidae häuten sich während des Hochzeitsflugs in der Luft, wobei die Flügel nicht mitgehäutet werden. Bei manchen Familien werden die Weibchen bereits als Subimago begattet. Subimago und Imago sind leicht zu unterscheiden: Die Flügel der Subimago sind milchig getrübt und mit feinen Haaren besetzt, der Hinterrand ist beborstet oder gefranst. Imagines besitzen unbehaarte (Ausnahme: Gattung Caenis), klare Flügel, die bei manchen Arten bräunliche Flecken aufweisen. Eintagsfliegen sind die einzigen rezenten Insekten, bei denen sich Tiere mit vollständig ausgebildeten Flügeln nochmals häuten.

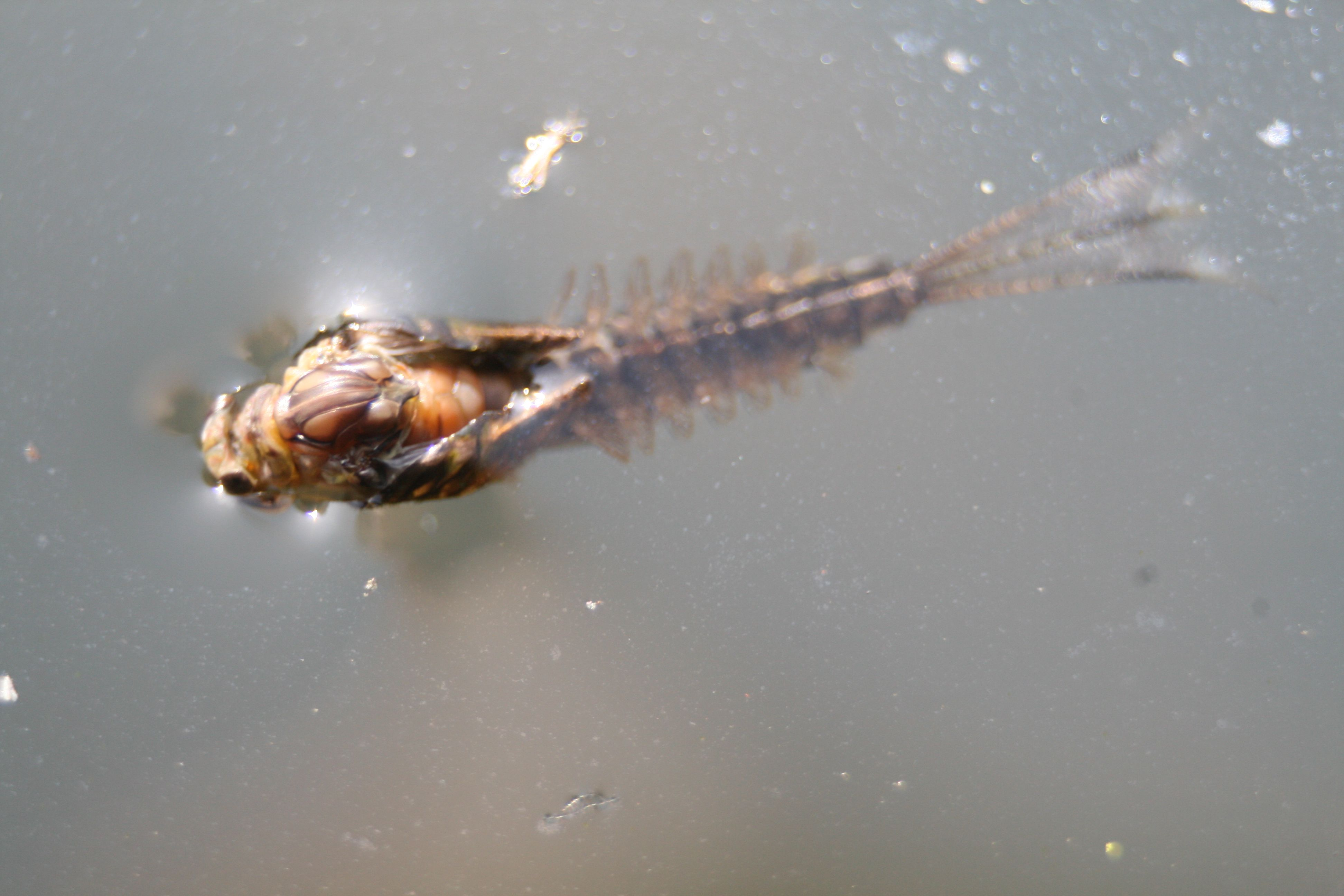
Schlupf einer Subimago an der Wasseroberfläche

## Lebenszyklus, Fortpflanzung und Entwicklung

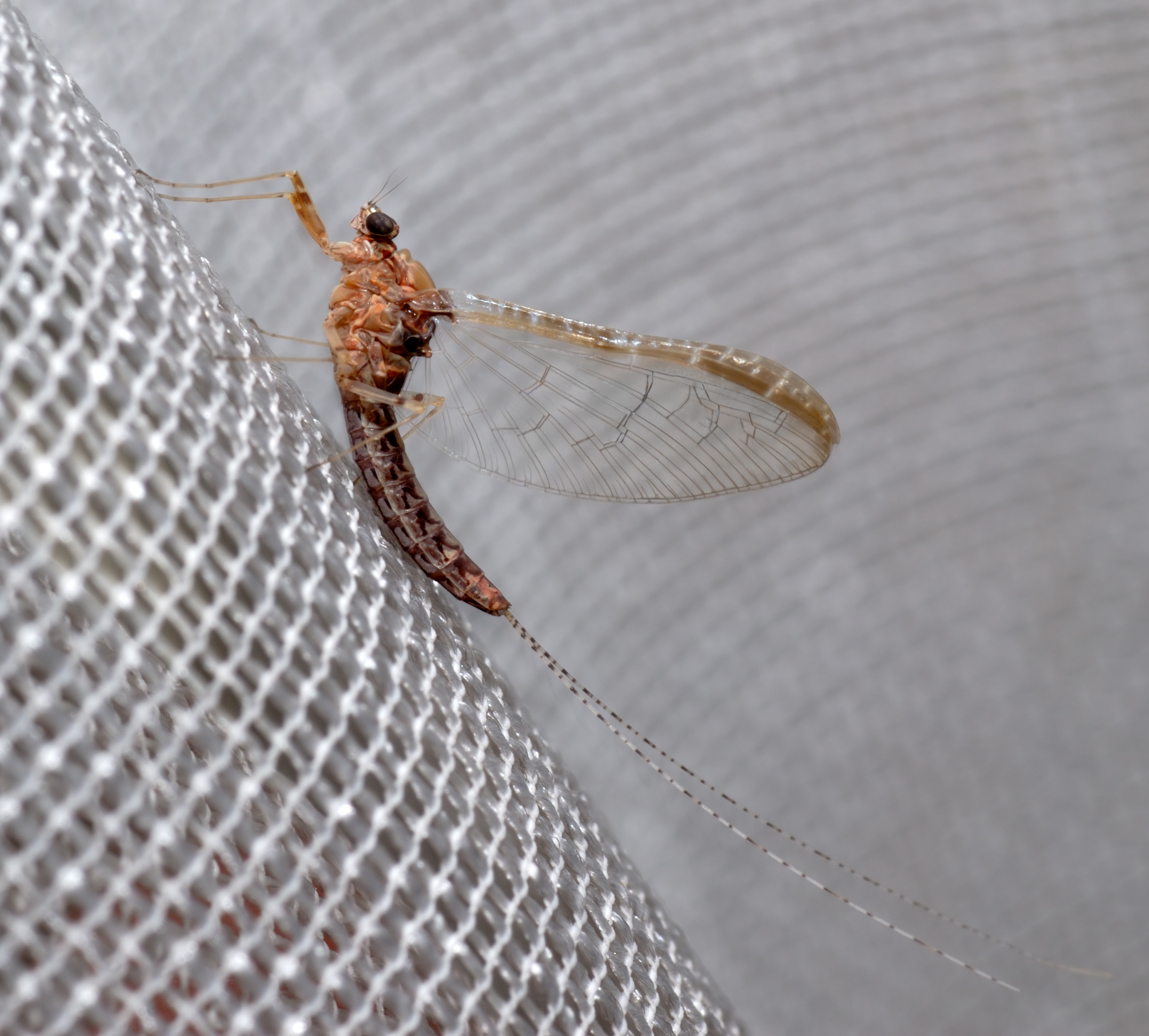
Cloeon dipterum

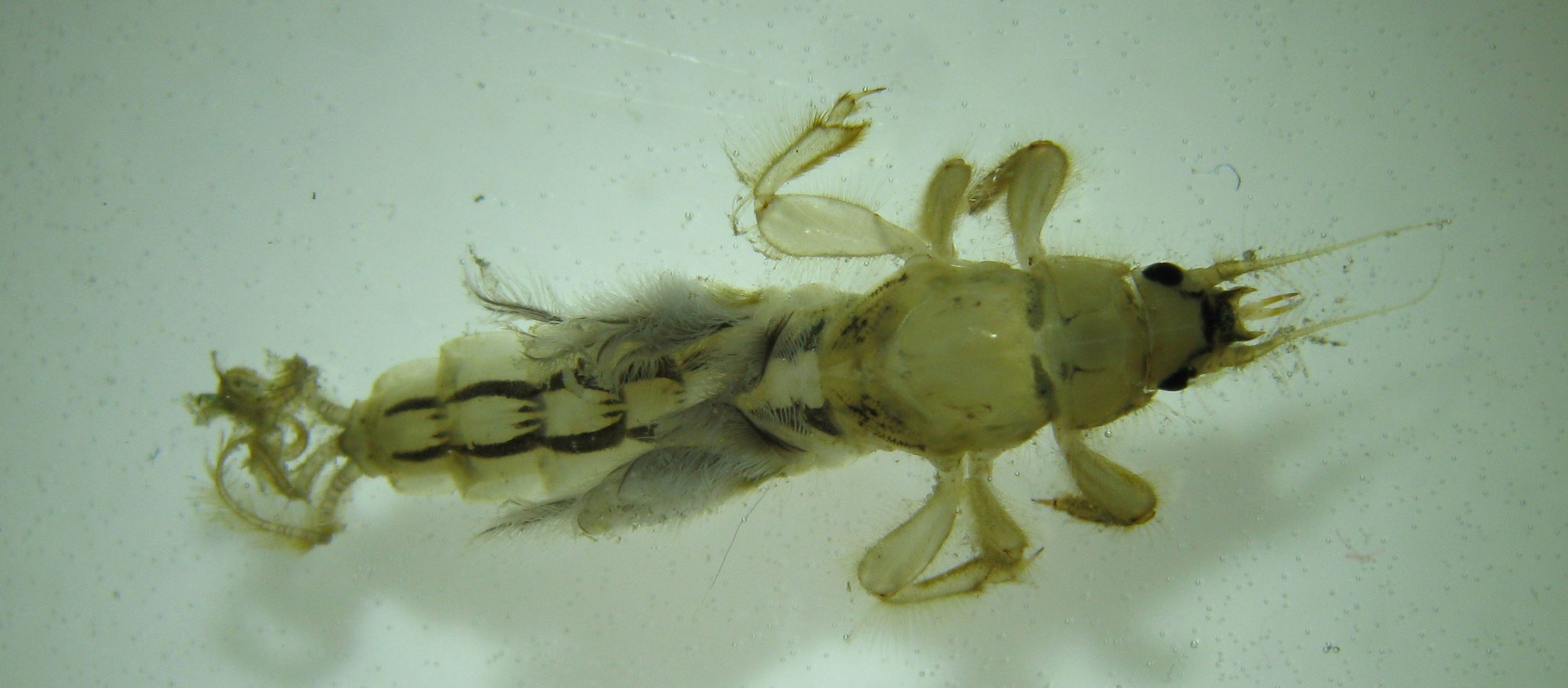
Larve der Gemeinen Eintagsfliege

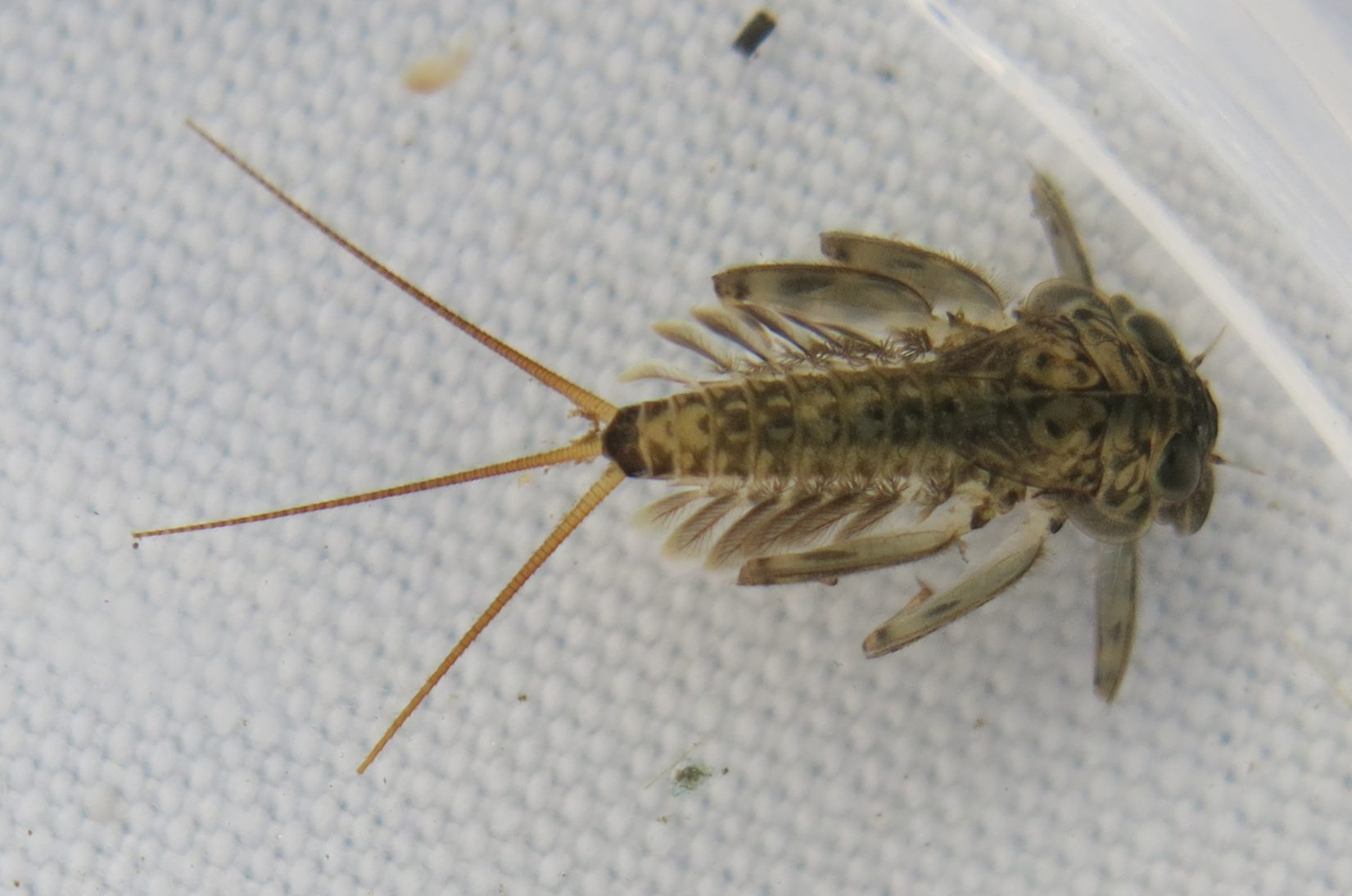
Larve einer Eintagsfliege der Familie Ecdyonuridae

Die meisten Arten entwickeln eine Generation pro Jahr („univoltin“), einige Arten können zwei („bivoltin“), ausnahmsweise drei oder noch mehr Generationen pro Jahr („polyvoltin“) aufweisen. Einige größere Arten benötigen zur Entwicklung zwei, bei außereuropäischen Arten ausnahmsweise bis zu vier Jahre.
Die erwachsenen Tiere leben meist nur ein bis vier Tage, manchmal auch nur wenige Minuten oder Stunden, wie beispielsweise Oligoneuriella rhenana, die nur etwa 40 Minuten lang lebt. Nur selten leben sie länger als eine Woche. Diese Zeitspanne wird ausschließlich zur Begattung und Eiablage genutzt. Die letzte Häutung der Larven zu den erwachsenen Tieren findet meist synchron statt, daher entstehen häufig große Schwärme männlicher Eintagsfliegen. Je nach Art fliegen diese Schwärme über dem Wasser oder auch von ihm entfernt, manchmal kilometerweit. Weibliche Tiere fliegen in diese „Hochzeitsschwärme“ und werden von den Männchen ergriffen, die Paarung erfolgt im Flug. Die Weibchen legen die Eier ins Wasser von Flüssen und Bächen (einige Arten bevorzugt in Stillgewässer), wobei sie vorher manchmal einige Kilometer entgegen der Fließrichtung des Gewässers geflogen sind (Kompensationsflug). Ob solche gerichteten Kompensationsflüge tatsächlich in größerem Umfang durchgeführt werden, ist allerdings in der Wissenschaft umstritten. Bei einigen Arten sind weit überwiegend oder ausschließlich Weibchen vorhanden, sie entwickeln sich parthenogenetisch.

## Ökologie
Eintagsfliegenlarven gehören zu den arten- und individuenreichsten Besiedlern der mitteleuropäischen Fließgewässer. In manchen Bächen können sie bis zu 60 % der Arten des Makrozoobenthos stellen. Typischerweise entspricht ihre Artenzahl in Bächen größenordnungsmäßig derjenigen der Steinfliegen und Köcherfliegen, lediglich die Zweiflügler sind manchmal deutlich artenreicher. Eintagsfliegen bevorzugen deutlich Bäche (das Rhithral), in der Quellregion (dem Krenal) sind sie nur mit wenigen Individuen und Arten vertreten, wobei keine einzige mitteleuropäische Art sicher auf diesen Gewässerabschnitt spezialisiert ist (möglicherweise sind einige seltene Heptageniidae wie Ecdyonurus subalpinus oder Rhithrogena picteti als Quellbacharten zu klassifizieren). In Flüssen (dem Potamal) kommen deutlich weniger Arten vor als in Bächen, allerdings existiert eine Reihe hoch spezialisierter Flussarten, die manchmal Massenvorkommen ausbilden können. Aufgrund ihrer Empfindlichkeit gegen Gewässerverschmutzungen sind viele der Potamalarten in ganz Mitteleuropa vom Aussterben bedroht. Einige Arten, z. B. aus den Gattungen Cloeon und Caenis, besiedeln bevorzugt oder ausschließlich stehende Gewässer. Im Allgemeinen spielen aber Eintagsfliegenlarven in stehenden Gewässern eine weitaus geringere Rolle und kommen nur mit wenigen Arten und geringem Individuenanteil vor. Eintagsfliegenlarven stellen wichtige Bioindikatoren für die Gewässergüte dar. Die meisten Arten bevorzugen saubere oder gering verschmutzte Gewässer, noch bis zur Gewässergüteklasse II (beta-mesosaprobe Stufe) sind sie individuen- und artenreich vertreten. In der Güteklasse II-III, d. h. kritisch belasteten Gewässern, können noch einige wenige Arten überdauern, die hier manchmal aber Massenvorkommen ausbilden (häufig die Art Baetis rhodani). Von der Güteklasse III (alpha-mesosaprobe Stufe) an kommen in der Regel keine Eintagsfliegenlarven mehr vor.

## Systematik der Eintagsfliegen

### Äußere Systematik
Die Gliederung der basalen Gruppen der geflügelten Insekten (Pterygota) ist ein altes, bis heute nicht endgültig gelöstes Problem. Traditionell wurden meist die Eintagsfliegen gemeinsam mit den Libellen als „Paleoptera“ (auch: Palaeoptera) den übrigen Pterygota gegenübergestellt. Eine alternative Deutung stellt die Eintagsfliegen, dann auch Archipterygota genannt, den übrigen Fluginsekten (als Taxon dann Metapterygota genannt) gegenüber. Auch eine basale Stellung der Odonata wurde von einigen Taxonomen erwogen, findet aber nur wenige Befürworter. Bis heute haben weder morphologische noch molekulare Studien das Problem endgültig entscheiden können, beide Sichtweisen haben nach wie vor Anhänger. Die Monophylie der rezenten Ephemeroptera wurde bei allen modernen molekularen Studien aber bestätigt.

### Innere Systematik
Nach McCafferty und Edmunds 1979 werden die mitteleuropäischen Eintagsfliegen zwei Unterordnungen zugeordnet (so in der Liste dargestellt). Andere Taxonomen haben andere Aufteilungen vorgeschlagen.
Die in Mitteleuropa vorkommenden Arten der Eintagsfliegen werden den folgenden Familien zugeordnet (Angabe mit ausgewählten Arten):
- Unterordnung Schistonota
  - Siphlonuridae (Stachelhafte) mit fünf Arten der Gattung Siphlonurus
    - Siphlonurus aestivalis
    - Siphlonurus alternatus
    - Siphlonurus armatus
    - Siphlonurus croaticus
    - Siphlonurus lacustris

  - Ameletidae (syn.: Rallidentidae) mit zwei Arten
    - Ameletus inopinatus
    - Metreletus balcanicus

  - Ametropodidae mit einer Art (Ametropus fragilis)
  - Baetidae (Glashafte) mit 30 Arten, überwiegend aus der Gattung Baetis
    - Acentrella inexpectata
    - Baetis nexus
    - Baetis rhodani
    - Baetis vernus
    - Centroptilum luteolum
    - Cloeon cognatum
    - Cloeon dipterum
    - Cloeon inscriptum
    - Cloeon simile
    - Procloeon bifidum
    - Procloeon pennulatum
    - Procloeon pulchrum
    - Raptobaetopus tenellus

  - Oligoneuriidae (Büschelhafte) mit vier Arten der Gattung Oligoneuriella
    - Oligoneuriella keffermuellerae, nicht in D
    - Oligoneuriella pallida, nicht in D
    - Oligoneuriella polonica, nicht in D
    - Oligoneuriella rhenana (Rheinmücke)

  - Isonychiidae mit einer Art (Isonychia ignota)
  - Arthropleidae mit einer Art (Arthroplea congener)
  - Heptageniidae (Aderhafte) mit ca. 60 Arten (teilweise neu beschriebene und umstrittene)
    - Ecdyonurus dispar
    - Epeorus assimilis
    - Heptagenia sulphurea
    - Kageronia fuscogrisea
    - Rhithrogena germanica (Märzbräune)
    - Rhithrogena semicolorata

  - Leptophlebiidae mit 12 Arten
    - Choroterpes picteti
    - Habroleptoides auberti
    - Habroleptoides confusa
    - Habroleptoides modesta
    - Habrophlebia fusca
    - Habrophlebia lauta
    - Leptophlebia marginata
    - Leptophlebia vespertina
    - Paraleptophlebia cincta
    - Paraleptophlebia submarginata
    - Paraleptophlebia werneri
    - Thraulus bellus

  - Potamanthidae (Gelbhafte) mit einer Art (Potamanthus luteus)
  - Polymitarcyidae mit einer Art (Ephoron virgo (Uferaas))
  - Ephemeridae mit vier Arten der Gattung Ephemera
    - Ephemera danica (Große Eintagsfliege)
    - Ephemera glaucops
    - Ephemera lineata
    - Ephemera vulgata (Gemeine Eintagsfliege)

  - Palingeniidae mit einer Art (Palingenia longicauda)

- Unterordnung Pannota
  - Ephemerellidae mit sechs Arten
    - Ephemerella mucronata
    - Ephemerella notata
    - Serratella ignita (Feuerfarbene Eintagsfliege)
    - Serratella mesoleuca
    - Torleya major

  - Neoephemeridae mit einer Art (Neoephemera maxima), nicht in D
  - Caenidae (Wimperhafte) mit 13 Arten
    - Brachycercus harrisella
    - Caenis beskidensis
    - Caenis horaria
    - Caenis lactea
    - Caenis luctuosa
    - Caenis macrura
    - Caenis pseudorivulorum
    - Caenis pusilla
    - Caenis rivulorum
    - Caenis robusta

  - Prosopistomatidae mit einer Art (Prosopistoma pennigerum)

In Europa kommen laut Fauna Europaea 339 Arten vor, nach Freshwaterecology.info sind es 344.

### Fossile Vorkommen
Eintagsfliegen sind eine sehr alte Insektengruppe. Fossile Belege, die der Stammgruppe dieser Ordnung zugerechnet werden, sind schon aus dem Oberen Karbon bekannt. Allerdings ist bei diesen Fossilien (die als Abdrücke auf Schichtfugen von Sedimentgesteinen überliefert sind) die Zuordnung fraglich. Damals existierten vermutlich zahlreiche ähnliche Insektengruppen (eine „Wurzelgruppe“), deren Vertreter allesamt mit Ausnahme der heutigen Ephemeroptera ausgestorben sind. Die meisten charakteristischen Merkmale der Ordnung sind altertümliche Eigenheiten (Plesiomorphien), die allen geflügelten Urinsekten zukommen. Als eines der wenigen fossil überlieferten apomorphen Merkmale gilt eine besondere Struktur des Flügelgeäders, die sogenannte Costalverspantung („costal brace“). Aus dem Perm sind zahlreiche sichere Stammgruppenvertreter der Eintagsfliegen bekannt, die meist als eigene Gruppe Permoplectoptera (z. B. Protereismatidae und Misthodotidae) zusammengefasst werden. Die Larven der Permoplectoptera besaßen noch neun Paare Hinterleibskiemen, und die Hinterflügel der erwachsenen Tiere waren noch nicht verkleinert. Zu den Permoplectoptera gehörte möglicherweise auch noch die Familie Cretereismatidae aus der Unteren Kreidezeit von Brasilien, aus der ansonsten eher fossile Vertreter moderner Eintagsfliegen sowie die fossile (aber moderne) Familie Hexagenitidae gefunden wurden. Von der gleichen Fundstelle wurden jedoch auch die Larven und Imago der Mickoleitiidae (Coxoplectoptera) beschrieben, die die fossile Schwestergruppe der modernen Eintagsfliegen sind, aber sehr merkwürdige Anpassungen (z. B. Fangbeine) besaßen. Bei dem ältesten Einschluss in Bernstein handelt es sich um die Art Cretoneta zherichini (Leptophlebiidae), die aus Sibirischem Bernstein (Albium bis Santonium) beschrieben wird. Aus Baltischem Bernstein (Eozän) sind Vertreter der Familien Ephemeridae, Potamanthidae, Leptophlebiidae, Ametropodidae, Siphlonuridae, Isonychiidae, Heptageniidae und Ephemerellidae bekannt.

## Umgangssprachliche Namensgebung: Weißwurm und Uferaas
Weißwurm bezeichnet getrocknetes Uferaas, umgangssprachliche Bezeichnung für die Arten der Gattungen Palingenia (insbesondere Palingenia longicauda) und Ephoron der Eintagsfliegen.